# Maisonnais-sur-Tardoire
Maisonnais-sur-Tardoire – miejscowość i gmina we Francji, w regionie Nowa Akwitania, w departamencie Haute-Vienne.
Według danych na rok 1990 gminę zamieszkiwały 512 osoby, a gęstość zaludnienia wynosiła 16 osób/km² (wśród 747 gmin Limousin Maisonnais-sur-Tardoire plasuje się na 253. miejscu pod względem liczby ludności, natomiast pod względem powierzchni na miejscu 145.).

## Galeria

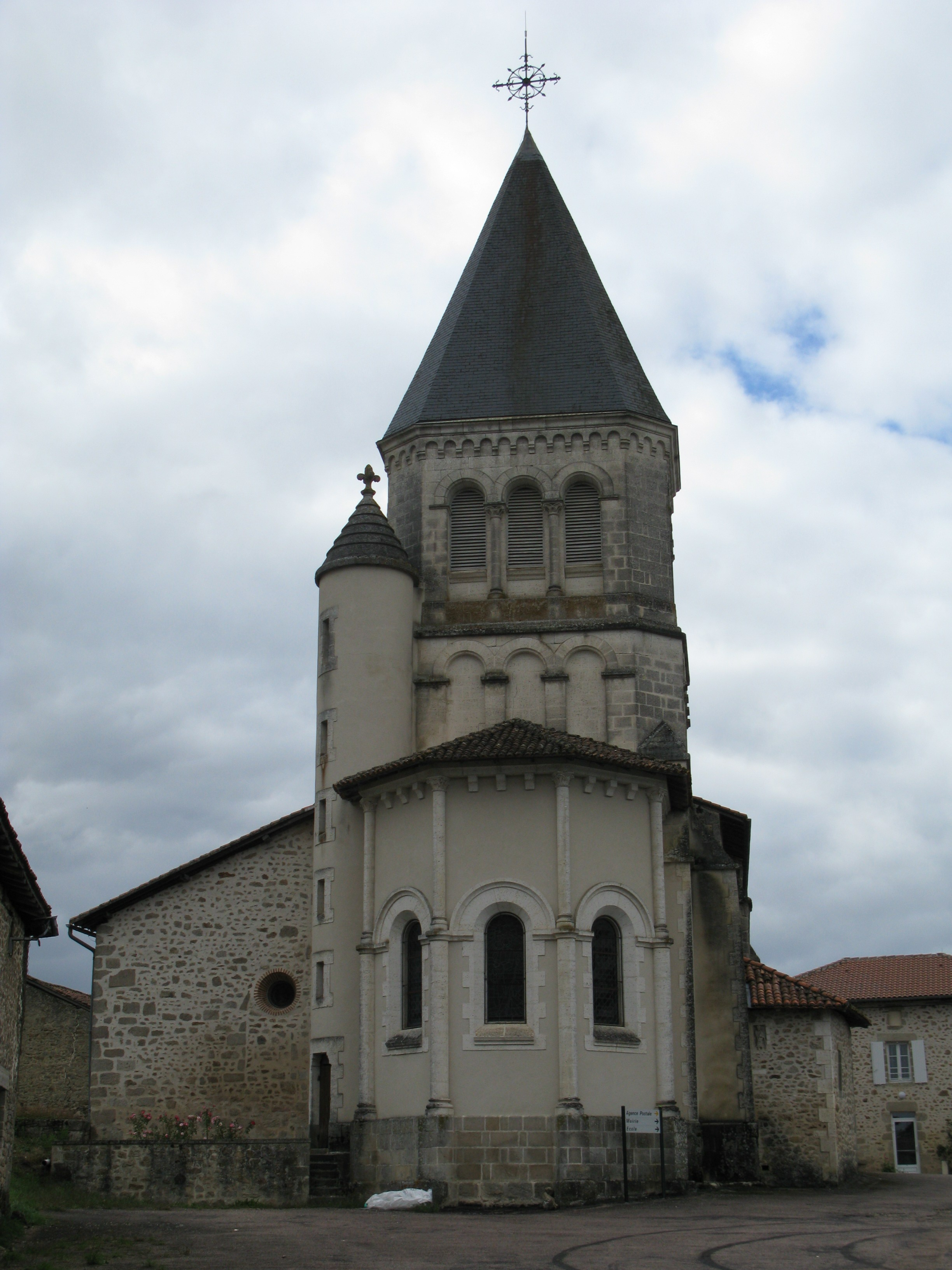
Kościół w Maisonnais-sur-Tardoire (2010)
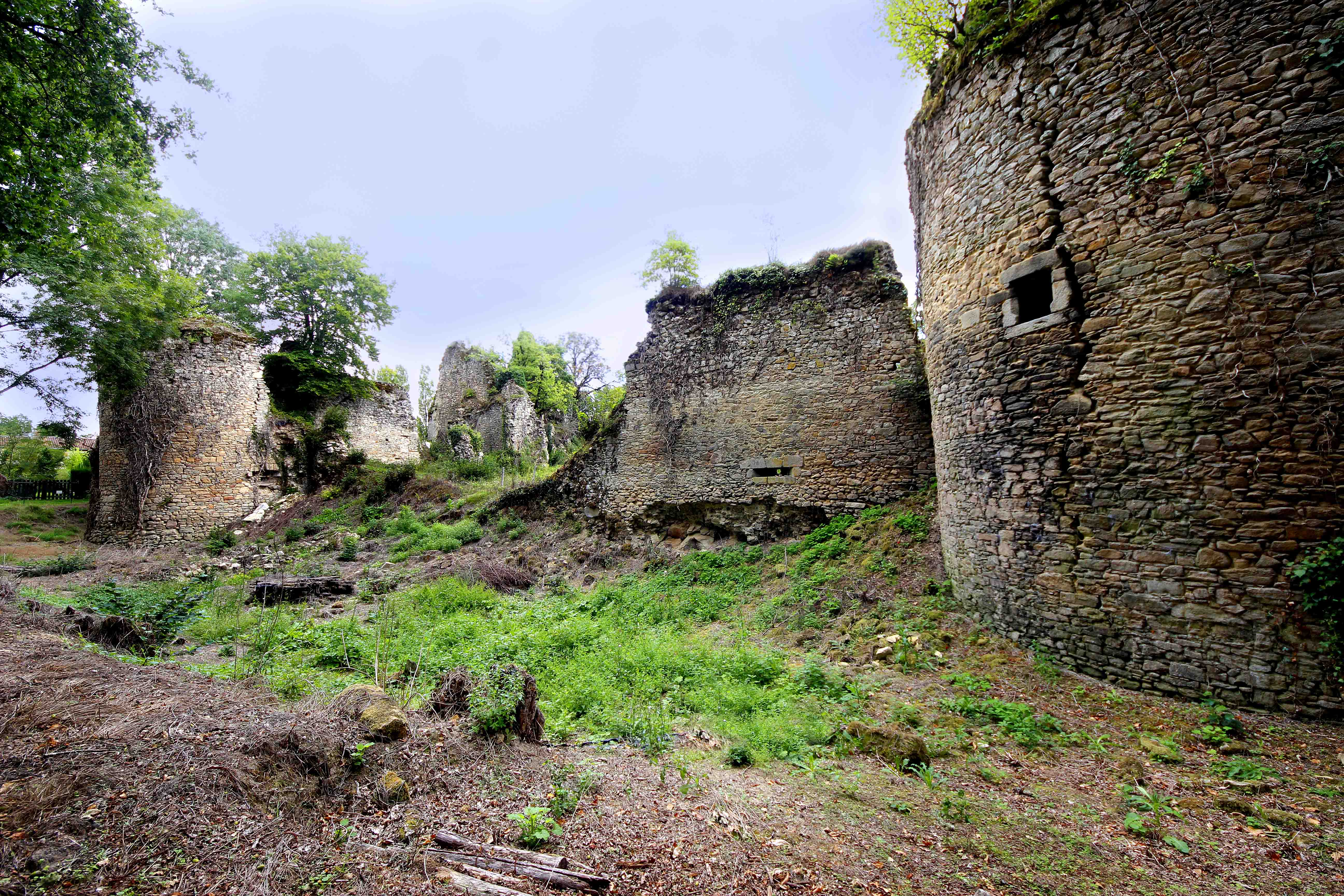
Ruiny Zamku Lavauguyon (2015)
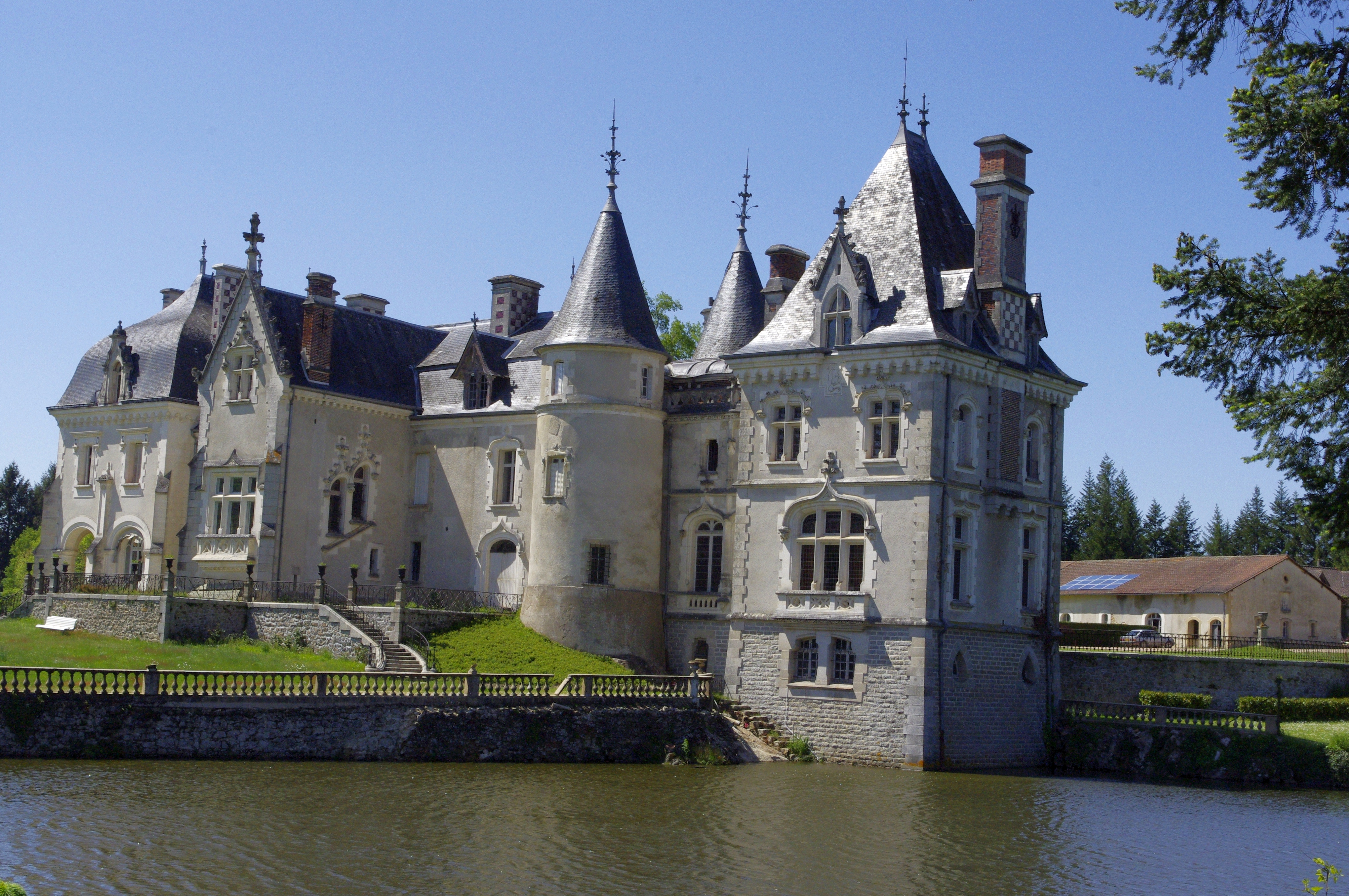
Zamek Rocher (2012)

## Populacja

Populacja Maisonnais-sur-Tardoire w latach 1962–2008